# Zhu Zhenzhen
Zhu Zhenzhen (chinesisch 朱振珍; * 6. April oder 15. August 1989 in Liaocheng, Provinz Shandong) ist eine chinesische Rollstuhltennisspielerin.

## Karriere
Zhu Zhenzhen erkrankte im Alter von zwei Jahren an Osteomyelitis. Sie begann als Sechzehnjährige mit dem Rollstuhltennis, seit 2016 spielt sie auf der ITF-Tour. Bei ihrem ersten Grand-Slam-Turnier sorgte sie 2020 bei den Australian Open durch einen Sieg in der Auftaktrunde gegen die Titelverteidigerin und Weltranglistenerste Diede de Groot für Aufsehen. Im Halbfinale musste sie sich Aniek van Koot in drei Sätzen geschlagen geben.
Als erster Chinesin gelang ihr der Einzug in das Finale eines Grand-Slam-Turniers im Einzel bzw. Doppel. In der Schlussrunde der Australian Open 2023 unterlag sie an der Seite von Yui Kamiji den Topgesetzen Niederländerinnen Diede de Groot und Aniek van Koot klar in zwei Sätzen. Bei den French Open 2024 traf sie im Endspiel erneut auf de Groot und konnte eine 1:0-Satzführung nicht nutzen – die Weltranglistenerste gewann in drei Sätzen und erzielte ihren 22. Einzeltitel bei einem Majorturnier. Bei den Australian Open 2025 zog sie mit ihrer japanischen Partnerin Manami Tanaka in das Finale ein, welches das chinesische Team Li Xiaohui und Wang Ziying in zwei Sätzen gewinnen konnte.
Zhu Zhenzhen nahm dreimal an Paralympischen Spielen teil. Bei ihrem Debüt 2016 in Rio erreichte sie in Einzel und Doppel, dort mit Huang Huimin, das Viertelfinale. Auch 2021 in Tokio kam sie ins Viertelfinale. Zusammen mit Wang Ziying stand sie sogar im Spiel um Bronze, die Chinesinnen unterlagen dem japanischen Doppel Yui Kamiji und Momoko Ohtani in zwei Sätzen. Bei den Spielen von Paris 2024 konnte sie beide Erfolge wiederholen. In einem rein chinesischen Bronzematch musste sie sich diesmal zusammen mit Li Xiaohui ihren Landsfrauen Guo Luoyao und Wang Ziying geschlagen geben.
Zhu Zhenzhen gehörte in der Wahlperiode 2023–2024 dem Spielerrat (ITF Wheelchair Tennis Player Council) der ITF an. Der Spielerrat vertritt die Interessen der Spielerinnen und Spieler und berät die ITF in Fragen der Regularien.

## Leistungsbilanz bei den Grand-Slam-Turnieren

### Einzel
| Turnier         | 2020 | 2021 | 2022 | 2023 | 2024 | 2025 | Karriere |
| --------------- | ---- | ---- | ---- | ---- | ---- | ---- | -------- |
| Australian Open | HF   | –    | VF   | VF   | VF   | 1    | HF       |
| French Open     | –    | –    | 1    | 1    | F    | 1    | F        |
| Wimbledon       |      | –    | –    | VF   | 1    | HF   | HF       |
| US Open         | –    | –    | 1    | 1    |      |      | 1        |

### Doppel
| Turnier         | 2020 | 2021 | 2022 | 2023 | 2024 | 2025 | Karriere |
| --------------- | ---- | ---- | ---- | ---- | ---- | ---- | -------- |
| Australian Open | HF   | –    | HF   | F    | HF   | F    | F        |
| French Open     | –    | –    | HF   | HF   | HF   | HF   | HF       |
| Wimbledon       |      | –    | –    | HF   | HF   | VF   | HF       |
| US Open         | –    | –    | HF   | HF   |      |      | HF       |